# 瀬尾茜
瀬尾 茜（せお あかね、ラテン文字：Akane Seo、1988年11月14日 - ）は、日本のプロフィギュアスケーター、フィギュアスケートインストラクター。

## 人物
- フィギュアスケートバッジテスト7級（2003年12月29日取得）

•日本フィギュアスケーティングインストラクター協会会員

## 経歴
- 第81回日本学生氷上競技選手権大会出場
- 第57回全国高等学校総合体育大会出場
- 2009年東日本フィギュアスケート選手権大会出場
- 2009年東京フィギュアスケート選手権大会出場
- 2010〜2020年プリンスアイスワールドに所属。[1]
- 2010年1月27日、赤坂サカスで行われたイベント「瀬尾茜×AAA コラボレーション アイスショー」に出演する。
- 2011年 ユニクロ CM出演

- 2013年 KOSE企業 CM出演

- 2014年 Google Japan CM出演

- 2017年アコム企業 CM出演

- 2018年NHK OUR SPORTS「100コマ フィギュアスケート」出演

•2020年　新書館フィギュアスケート界初のオンデマンド配信による公開ワークショップ「フィギュアスケーターのためのバレエ入門――表現の熟達のために――」 出演
- 2019年よりシチズンプラザアイススケートリンクインストラクターとして活動。

•2021年より三井不動産アイスパーク船橋、MFアカデミー専属インストラクターとして活動中。